# Stedham
Stedham är en by i civil parish Stedham with Iping, i distriktet Chichester, i grevskapet West Sussex i England. Byn är belägen 17,6 km från Chichester. Orten har 561 invånare (2016). Stedham var en civil parish fram till 1974 när blev den en del av Stedham with Iping. Civil parish hade 649 invånare år 1961. Byn nämndes i Domedagsboken (Domesday Book) år 1086, och kallades då Stedeham.